# Húnor i Màgor

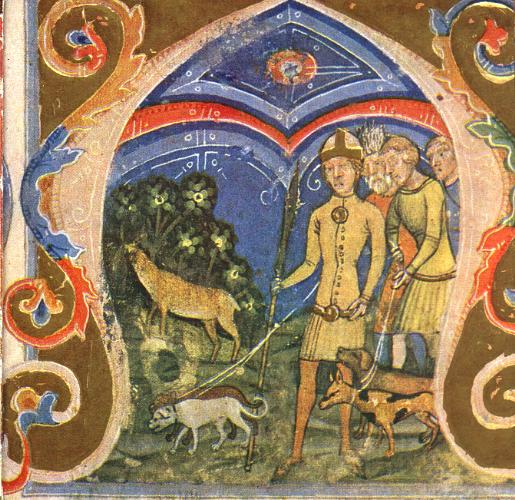
La caça del Cérvol Meravellós. Imatge de la Crònica Il·lustrada Hongaresa (1360).

Húnor i Màgor és una llegenda tradicional hongaresa registrada al començament del segle xiii i posteriorment ja el segle XIV que narra l'origen entre els hongaresos i els huns.

## La llegenda
Segons la llegenda, després de la mort del pare, els dos germans Húnor i Màgor anaren a caçar fora dels seus dominis amb cent homes a cavall. Durant la llarga cacera, un majestuós cérvol saltà davant seu. Era el Cérvol Meravellós o Prodigiós (en hongarès: csodaszarvas), un ésser mític que és descrit de forma diferent segons les diverses versions. En algunes versions es representa sempre cobert per una aura de llum, i en d'altres, senzillament com un cérvol blanc. A l'assentament de Bulcsu, Hongria, se'l recorda per tenir el sol entre les seves mil banyes, que tenen una espelma a la punta.
Els dos germans perseguiren dia i nit el cérvol i no aconseguiren caçar-lo. Després de seguir-lo durant molt de temps, finalment van perdre'n el rastre i tornaren a casa. Decidiren establir un campament en un bosc de la vora, per poder descansar i planejar què farien, quan enmig del silenci de la nit Húnor i Màgor començaren a escoltar una música meravellosa. Quan anaren a veure d'on venia, arribaren a una clariana al bosc, on tot de fades ballaven. Les dues donzelles del mig eren filles del Príncep dels Alans, Dul, les quals s'espantaren davant l'arribada dels dos germans i sortiren corrents. Després de perseguir-les, les segrestaren i s'hi casaren, així com els seus homes agafaren totes les altres cent donzelles restants.
Després de tenir descendència, els fills d'Húnor esdevingueren els huns, i els fills de Màgor els magiars. Quan no hi hagué prou espai per a totes dues nacions, es va decidir que els descendents d'Húnor viatjarien cap a orient i els de Màgor a occident. Segons la llegenda, els huns decidiren que per trobar la direcció exigida pel Déu, un home cec havia de girar set cops l'espasa de Déu i llançar-la, però un vent va agafar-la i així totes dues nacions van marxar cap a occident. D'aquesta manera Àtila va trobar l'espasa de Déu llançada al riu Tisza, i per això s'assentaren a la regió de l'actual Hongria.